# Cal Bas (Santa Margarida de Montbui)
Cal Bas és una obra del municipi de Santa Margarida de Montbui (Anoia) inclosa en l'Inventari del Patrimoni Arquitectònic de Catalunya.

## Descripció
Edifici de planta baixa i dos pisos. Es caracteritza per les seves dimensions i per la façana. Aquesta està dividida en tres franges horitzontals per bandes d'elements de terracota a l'altura de les lloses dels balcons i és de destacar l'acroteri de remat de la façana, l'alçada del qual lliga amb la se la casa veïna, fet que ajuda a configurar la plaça. A l'eix de la façana hi ha una fornícula amb una imatge del Sagrat Cor. A l'interior trobem una gran sala i un oratori.

## Història
Aquesta casa ha estat sempre lligada a la fàbrica que hi havia al número 6 i de la que es coneix una escriptura de compra d'una casa amb data del 20 d'abril del 1555 feta per Andreu Bas teixidor de draps de llana del lloc de Montbui a Anna de Lanuza i de Montbui en el número 6 del C/Major. Posteriorment, la fàbrica, va ser adquirida per la família Jorba, teixidors de Terrassa.